# Takuya Nakase
Takuya Nakase (japanska: 中瀬 卓也) född den 19 november 1982 i Ōtsu, Japan, är en japansk gymnast.
Han tog OS-silver i lagmångkampen i samband med de olympiska gymnastiktävlingarna 2008 i Peking.